# Joannikios Komnen
Joannikios Komnen (gr. Ιωαννίκιος Κομνηνός, zm. 1238) – książę trapezuncki.

## Życiorys
Był najstarszym synem cesarza Trapezuntu Jana I Komnena (1235–1338). Jego ojciec zmarł w 1238 w wyniku wypadku podczas popularnej na terenach bizantyńskich gry, będącej poprzednikiem współczesnego polo. Władcą po nim został brat, Manuel I (1238–1263), który wysyłał Joannikiosa do klasztoru. Okoliczności przejęcia władzy nie są jasne. Z niektórych źródeł można domyślać się pośrednio, że Joannikios sprawował bardzo krótko władzę i abdykował, po czym udał się do klasztoru.